# Baiacu

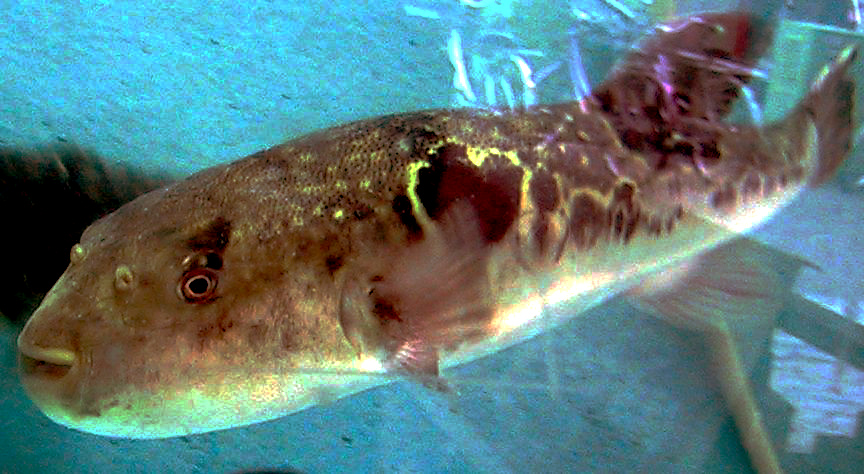
Baiacu

Baiacu é a designações populares para diversos peixes da ordem dos Tetraodontiformes, comuns na fauna fluvial da América do Sul e, mais especificamente, do Brasil. O termo é utilizado, na linguagem corrente, para designar, especificamente, as espécies dessa ordem com a propriedade de inchar o corpo quando se sentem ameaçados por um predador ou outro fator. O baiacu pode ser letalmente venenoso para humanos devido à sua Tetrodotoxina, o que significa que deve ser cuidadosamente preparado para remover partes tóxicas e evitar a contaminação da carne.

## Outros nomes, grafias e etimologia
Também é chamado de baiagu, sapo-do-mar, ⁣ peixe-balão ou lola (ainda que este termo se aplique mais ao gênero zoológico Takifugu). As palavras “baiacu” e “baiagu” são provenientes do termo tupi antigo baîaku.

## Toxicidade

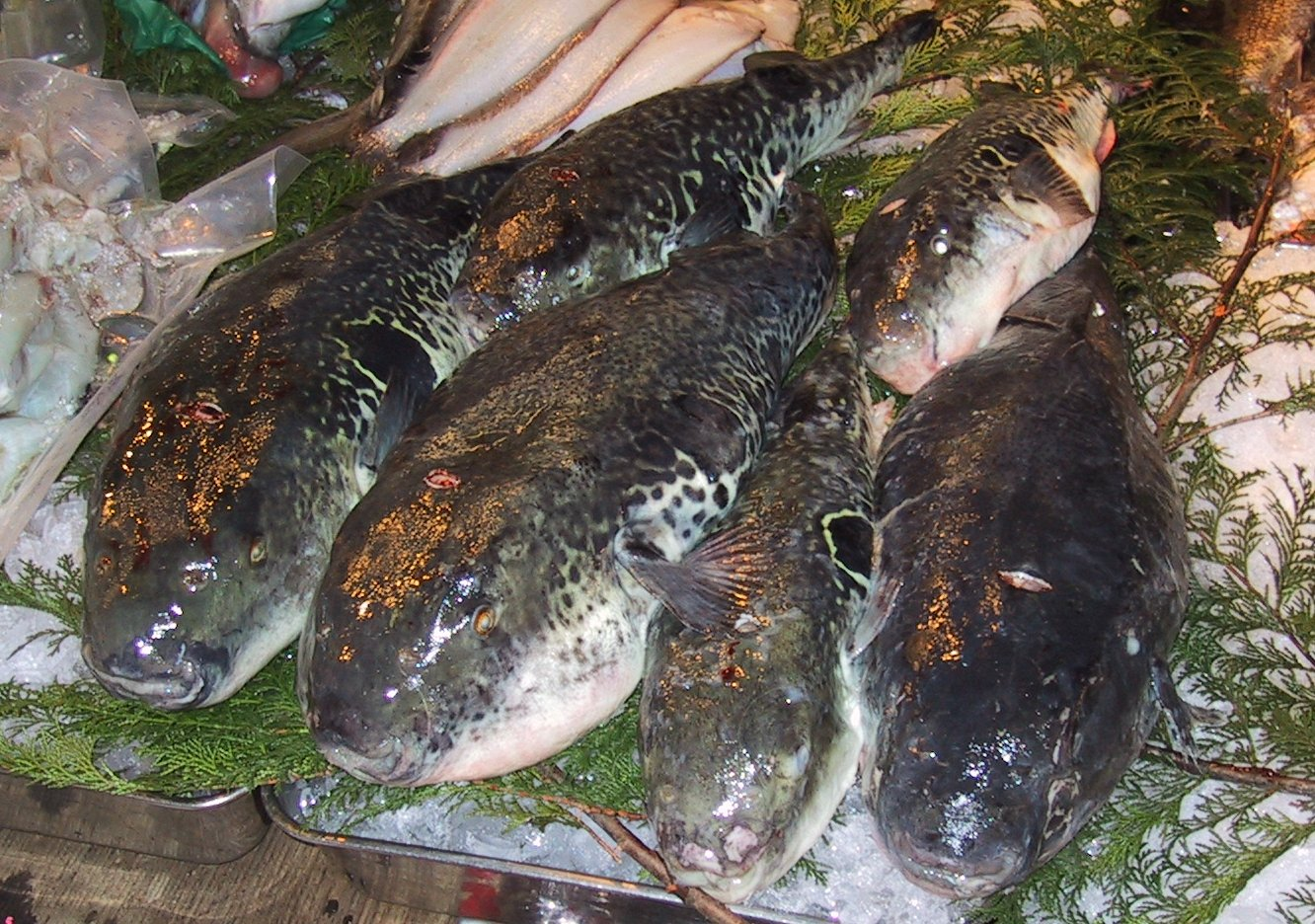
Uma bandeja com baiacu e com gelo. Esta é uma foto de uma bandeja com 6 baiacu da espécie Takifugu rubripes à venda no mercado de peixes Tsukiji em Tóquio, tirada em março de 2002 .O peixe é vendido para consumo em restaurantes japoneses.

O baiacu contém quantidades letais de veneno tetrodotoxina em seus órgãos, especialmente o fígado, os ovários, olhos e pele. O veneno, um bloqueador de canal de sódio, paralisa o músculos enquanto a vítima permanece totalmente consciente; a vítima envenenada não consegue respirar, e por fim morre por asfixia.
Os pesquisadores determinaram que a tetrodotoxina dos baiacus vem da ingestão de outros animais infestados com bactérias carregadas de tetrodotoxina, à qual o peixe desenvolve insensibilidade ao longo do tempo. Assim, esforços têm sido feitos em pesquisa e aquacultura para permitir que os piscicultores produzam baiacus com segurança. Os piscicultores agora produzem o baiacu sem veneno, mantendo os peixes longe das bactérias; Usuki, uma cidade em Oit, tornou-se conhecida por vender baiacu não venenoso.

## Tratamento
Os sintomas do envenenamento por Tetrodotoxina incluem tontura, exaustão, dor de cabeça, náusea ou dificuldade para respirar. A pessoa permanece consciente, mas não pode falar ou se mover. Em altas doses, a respiração para e asfixia segue.  Não há antídoto conhecido para o veneno de baiacu. O tratamento padrão é suporte ao sistema respiratório e  sistemas circulatórios, administração de carvão ativado e aguardar até que o veneno seja metabolizado e excretado pelo corpo da vítima. Toxicologistas ainda trabalham no desenvolvimento de um antídoto para a tetrodotoxina.

## Utilização
Como o baiacu contém uma glândula de veneno, o consumo de sua carne exige a retirada prévia da glândula. Uma vez retirada a glândula, a carne do baiacu torna-se um tradicional ingrediente para sashimi.

## Preparações
O preparo do Baiacu em restaurantes é estritamente controlado por lei no Japão e vários outros países, e apenas chefs qualificados após três anos ou mais de treinamento rigoroso são permitidos para preparar o peixe. A preparação doméstica ocasionalmente leva à morte acidental.

## Consumo
Os habitantes do Japão comem Baiacu há séculos. Ossos de Baiacu foram encontrados em várias conchas, chamadas kaizuka, do período Jomon que datam de mais de 2.300 anos. O Xogunato Tokugawa (1603–1868) proibiu o consumo de Baiacu em Edo e sua área de influência. Tornou-se comum novamente quando o poder do Shōgun enfraqueceu. Nas regiões ocidentais do Japão, onde a influência do governo era mais fraca e o peixe era mais fácil de obter, vários métodos de cozimento foram desenvolvidos para comê-los com segurança. Durante a Era Meiji (1867–1912), o Baiacu foi novamente banido em muitas áreas. De acordo com um chef em Tóquio, o Imperador do Japão nunca comeu o peixe devido a uma “proibição de séculos” não especificada.
Na China, o uso do baiacu para fins culinários já estava bem estabelecido pela dinastia Song como uma das 'três iguarias do Yangtze, ao lado de saury e Reeve's shad, aparecendo nos escritos do polímata Shen Kuo.

### Japão
- Sashimi — O prato mais popular é o sashimi, também chamado de Fugu sashi ou tessa. Facas com lâminas excepcionalmente finas são usadas para cortar baiacu em fatias translúcidas, uma técnica conhecida como Usuzukuri (薄造, うすづくり).[14]
- Milt — A carne roe (Shirako) do baiacu é um alimento altamente valorizado no Japão, e é frequentemente encontrado em lojas de peixes. Com o leite de bacalhau, é um dos tipos mais populares de ovas moles, e muitas vezes é grelhado e servido com sal.
- Frito — baiacu pode ser comido frito como Fugu Kara-age.
- Defumado — Fugu-fin sake. Saquê infundido com a barbatana defumada do baiacu (fugu) para dar um sabor distinto de peixe e defumado conhecido como Hire-zake.[15]
- Ensopado — Legumes e o baiacu podem ser cozidos como Fugu-chiri, também chamado de tetchiri, caso onde o sabor muito leve do peixe é difícil de distinguir dos vegetais e do molho.
- Salada — Se os espinhos da pele forem arrancados, a pele pode ser comida como parte de uma salada chamada yubiki.

Na culinária de Hakusan, Ishikawa, os ovários são servidos após o esforço ser feito para reduzir o nível de toxina por salga e decapagem por três anos. Somente o “distrito de Mikawa da cidade de Hakusan, os distritos de Ono e Kanaiwa da cidade de Kanazawa e a cidade de Wajima e todos a província de Ishikawa” têm permissão para executar o processo, e apenas pelo método tradicional, e avisos explícitos são oferecidos para dissuadir os não profissionais de tentar o processo de 3 anos. Após um ano de decapagem — cerca de um terço do caminho através do processo — sugere-se que cerca de 10% da toxina permaneça, e após os três anos completos, o produto “só é vendido após ter sido verificado quanto à segurança por meio de uma inspeção de toxicidade e outros testes.”

## Disponibilidade
A maioria das cidades japonesas tem um ou mais restaurantes de Baiacu, talvez próximos devido a restrições anteriores, já que a proximidade facilitou garantir o frescor. Um famoso restaurante especializado em Baiacu é o Takefuku, no distrito de Ginza em Tóquio. Zuboraya é outra cadeia popular em Osaka.
Na Coreia do Sul, o Baiacu é conhecido como bok-eo (복어). É muito popular em cidades portuárias como Busan e Incheon. É preparado em vários pratos, como sopas e saladas, e tem um preço alto.
O peixe é limpo das partes mais tóxicas no Japão e refrigerado para os Estados Unidos sob licença em recipientes de plástico personalizados e transparentes. Os chefs para restaurantes americanos são treinados sob as mesmas especificações rigorosas do Japão. Baiacu nativos das águas americanas, particularmente o gênero Spheroides, também foram consumidos como alimento, às vezes resultando em envenenamentos.

## Espécies
- De um modo mais geral, aos Tetraodontiformes, incluindo os:
  - Ostraciidae, como:
    - baiacu-cofre (Lactophrys trigonus Linnaeus, 1758)
    - baiacu-de-chifre

  - Diodontidae (baiacu-de-espinho), incluindo:
    - Chilomycterus spinosus
    - Chilomycterus antillarum
    - Chilomycterus antiga
    - Diodon hystrix
- O termo aplica-se, geralmente, mais especificamente, aos Tetraodontidae, como acontece nas espécies:
  - baiacu-açu (Colomesus  psittacus (Bloch & Schneider, 1801))
  - baiacu-ará
  - baiacu-areia
  - baiacu-bubu
  - baiacu-de-água-doce
  - baiacu-franguinho
  - baiacu-panela
  - baiacu-pinima

## Galeria

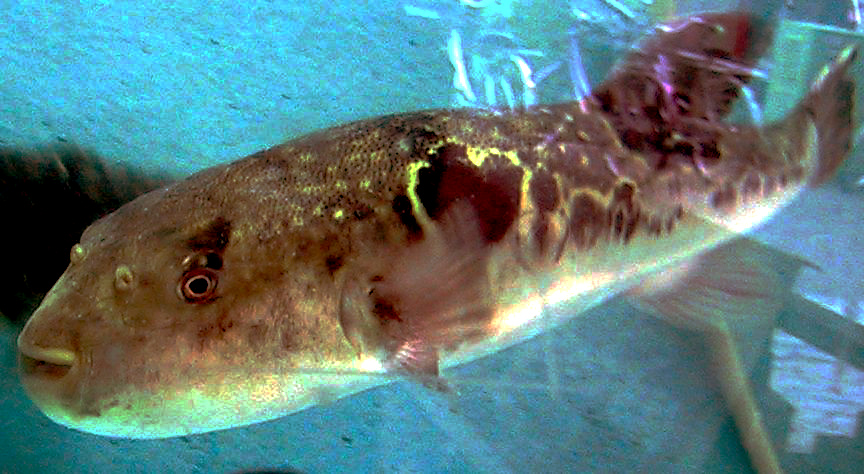
Takifugu rubripes em um restaurante de Nagoia, no Japão
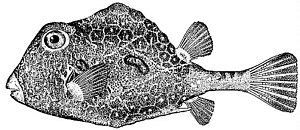
baiacu-cofre
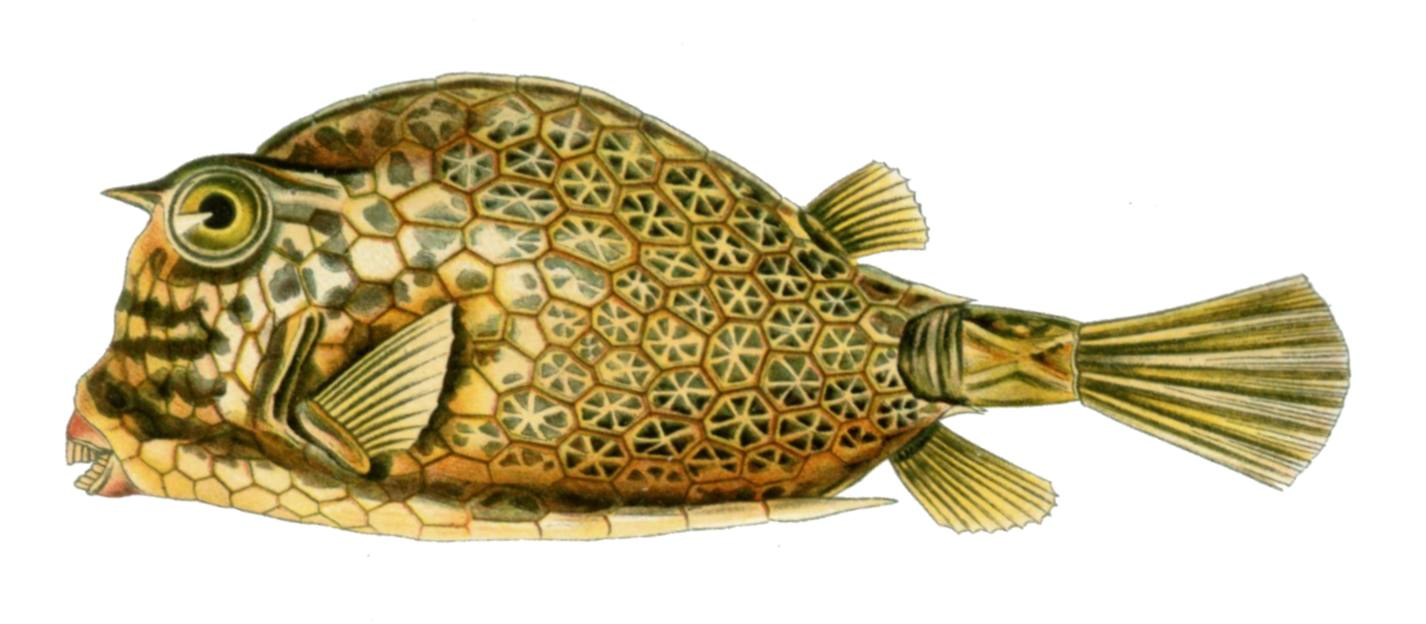
baiacu-de-chifre
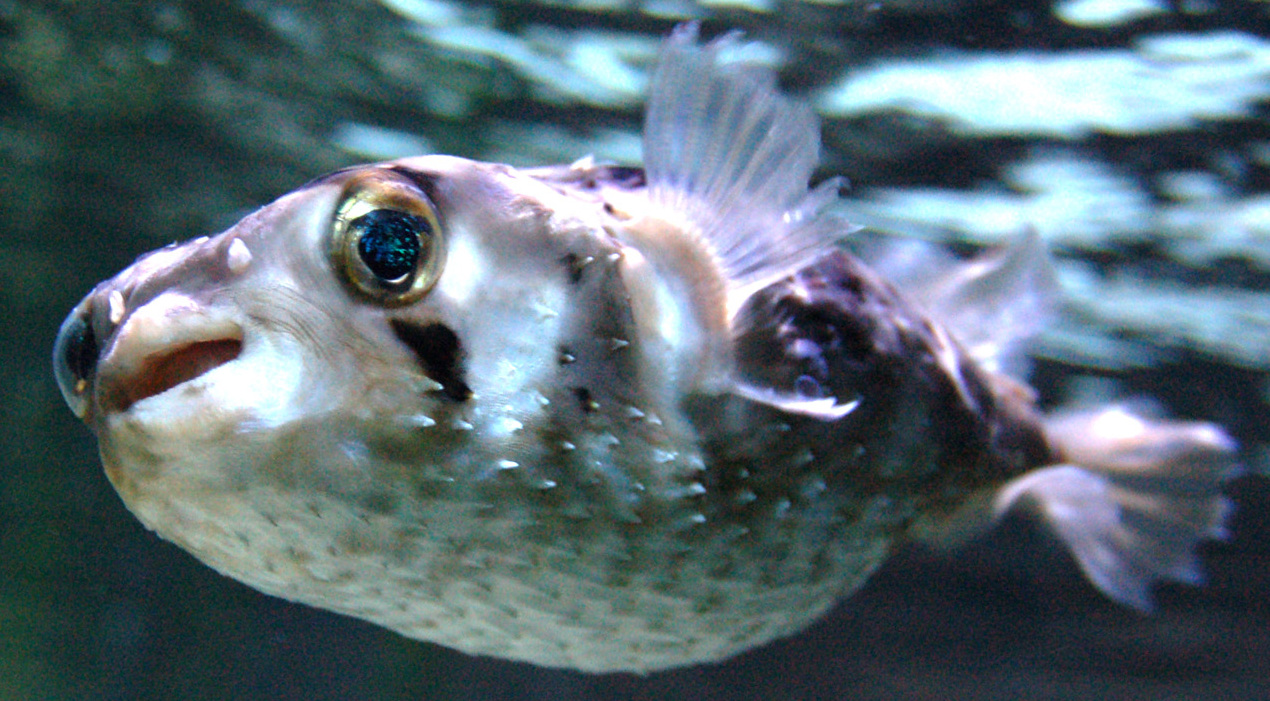
baiacu-de-espinho
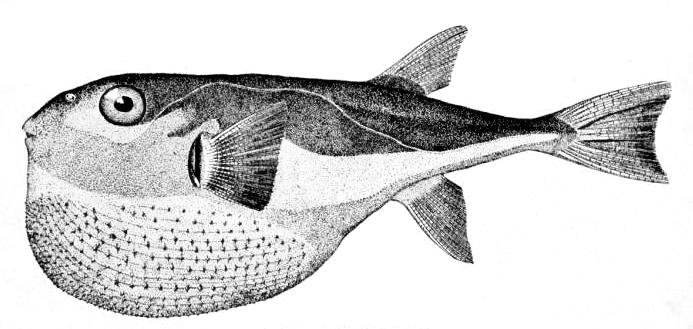
baiacu-ará